# Xã Dimond, Quận Burke, Bắc Dakota
Xã Dimond (tiếng Anh: Dimond Township) là một xã thuộc quận Burke, tiểu bang Bắc Dakota, Hoa Kỳ. Năm 2010, dân số của xã này là 17 người.